# 道格拉斯縣 (威斯康辛州)
道格拉斯縣（英語：Douglas County）是美国威斯康辛州西北部的一個郡，北傍蘇必利爾湖，西鄰明尼蘇達州，面積3,833平方公里。根據2020年美國人口普查，共有人口44,295人。縣治蘇必利爾市。該縣成立於1854年2月8日，以紀念第十六任總統亚伯拉罕·林肯在1860年的競選對手之一、民主黨的史蒂芬·阿諾·道格拉斯。